# Baraqū
Baraqū (persiska: برقرو, بَرغرُّ, برقو, بَركَرو, بَرقرو, Barqarū) är en ort i Iran.   Den ligger i provinsen Kurdistan, i den nordvästra delen av landet, 400 km väster om huvudstaden Teheran. Baraqū ligger 1 489 meter över havet och antalet invånare är 759.
Terrängen runt Baraqū är bergig åt nordväst, men åt sydost är den kuperad.Runt Baraqū är det ganska tätbefolkat, med 60 invånare per kvadratkilometer. Närmaste större samhälle är Sarvābād, 11,5 km väster om Baraqū. Trakten runt Baraqū består i huvudsak av gräsmarker.